# 美馬西部消防組合
美馬西部消防組合（みませいぶしょうぼうくみあい）は、徳島県美馬市、美馬郡つるぎ町の1市1町で構成する一部事務組合（消防組合）。

## 管内の現況
- 管内の現況 - 16,470人
  - 美馬市美馬町地区 - 7,511人
  - つるぎ町 - 8,959人

2019年（平成31年）1月1日現在
- 管内の世帯数 - 7,537世帯
  - 美馬市美馬町地区 - 3,210世帯
  - つるぎ町 - 4,327世帯

2019年（平成31年）1月1日現在
- 管内の面積 - 241.25km2
  - 美馬市美馬町地区 - 46.41km2
  - つるぎ町 - 194.84km2

2018年（平成30年）10月1日現在

## 組織
- 消防長（消防司令長）
  - 消防次長
    - 総務課
    - 警防課
    - 予防課
    - 通信指令課
    - 救急救助課
    - 美馬西部消防署
      - 一宇出張所

2019年（平成31年）4月1日現在

## 沿革
- 1969年（昭和44年）4月1日 - 美馬西部消防組合消防本部・消防署が業務を開始する[2]。
- 1979年（昭和54年）6月1日 - 一宇分署が発足する[2]。
- 2012年（平成24年）4月1日 - 一宇分署を一宇出張所に改称する[2]。
- 2014年（平成26年）10月1日 - 美馬地区消防指令センターが発足する[2]。

## 消防署等
消防署
| 消防署         | 郵便番号   | 所在地                      | 出張所     |
| -------------- | ---------- | --------------------------- | ---------- |
| 美馬西部消防署 | 〒771-2106 | 徳島県美馬市美馬町字天神119 | 一宇出張所 |

出張所
| 出張所     | 郵便番号   | 所在地                            |
| ---------- | ---------- | --------------------------------- |
| 一宇出張所 | 〒779-4302 | 徳島県美馬郡つるぎ町一宇赤松541-2 |